# Урдовиза
Древното селище Урдовиза е разположено на едноименния полуостров Урдовиза, на територията на днешен Китен. Археологически изследвания датират селището към ранната бронзова епоха (ок. 3000 г. пр. Хр.). Голяма част от древните останки днес се намират под вода, което прави проучванията изключително трудни. Надморската височина е 15 m.

## История
Непосредствено до град Китен може да се видят останките от крепостта Урдовиза, разположена на 35 km от Созопол. Съществува от времето на Троянската война (12 в. пр.н.е.). Доказано е, че тук е имало пристанище както през античността, така и през средновековието, когато крепостта е била важна българска твърдина и военноморска база. То е старо тракийско селище, което намира потвърждение в изобилните находки на антични каменни котви и керамика от края на бронзовата епоха, архаическа, класическа и елинистична амбалажна керамика (главно фрагменти от амфори) и фрагменти от червенофирнисови римски съдове, открити в двата залива около полуострова.
Полуостровът, на който се е намирала крепостта, е дълъг около 120 m и широк от 60 до 80 m, като шийката, която го свързва с континента, е широка около 40 m. Бреговете на полуострова са стръмни и високи от 10 до 15 m, което го прави непристъпен откъм морето. Братята Шкорпил са открили останките на крепостна стена, дълга 100 крачки, дебела 3 m, изградена от ломен камък, споен с бял хоросан с примесени счупени керемиди. Стената била увенчана с две бойни кули. Пред нея бил изкопан дълбок ров. Сега тук е запазена крепостната стена, която е преграждала полуострова откъм сушата. В края на XIX век стената на Урдовиза е била много добре запазена. Една от хипотезите е, че това е последното пристанище, изнасяло провизии за Троя, като блокирането му довело до падането ѝ.
При разкопките на крепостната стена на Урдовиза, която е една от най-запазените крепостни стени по Черноморието, са открити 12 стъпала, две кули за наблюдение, огнище, както и ясно очертана врата.
Според предание, записано от братя Шкорпил, южно от Урдовиза бил прекаран през залива каменен зид до отсрещния нос, който запазвал пристанището от бурите. Корабите влизали през отвор, който се препречвал от желязна верига.
В потъналото праисторическо селище отпреди 5000 – 4000 г. (ранно-бронзовата епоха) палеоорнитологът проф. Златозар Боев открива костни останки от над 25 вида птици, повечето обект на лов от древните му жители. Сред тях най-многобройни са тези от ням лебед (Cygnus olor), голям корморан (Phalacrocorax carbo), голям гмурец (Podiceps cristatus), кафявоглава потапница (Aythya ferina), розов пеликан (Pelecanus onocrotalus), белоока потапница (Aythya nyroca) и др. Интересно е намирането на останки и от качулат корморан (Phalacrocorax aristotelis), който днес е локализиран само в Добруджанското ни крайбрежие. Всички видове са водолюбиви, повечето – водоплаващи, и за улова им са били използвани, примки, мрежи, стрели и лодки.